# Königlich Bayerische Ersatz-Division
Die Ersatz-Division war ein Großverband der Bayerischen Armee im Ersten Weltkrieg.

## Geschichte
Die Division wurde mit der Mobilmachung am 2. August 1914 aufgestellt und zunächst an der Westfront eingesetzt. Kommandeur in dieser Zeit war General der Infanterie Eugen Ritter von Benzino. 1916 nahm der Verband an der Schlacht um Verdun, 1917 an der Schlacht an der Aisne teil und wurde an die Ostfront nach Rumänien verlegt. Nach dem dortigen Waffenstillstand wurde die Division wieder an die Westfront verlegt und kämpfte 1918 im Rahmen der Meuse-Argonne-Offensive. Dort wurde sie am 6. Oktober 1918 aufgelöst.
Von der alliierten Aufklärung wurde sie als drittklassig eingestuft.

### Gefechtskalender

#### 1914
- 05. bis 19. August – Gefechte in den Vogesen
- 20. bis 22. August – Schlacht in den mittleren Vogesen
- 22. August bis 14. September – Schlacht vor Nancy-Épinal
- 17. September bis 3. Oktober – Stellungskämpfe in den mittleren Vogesen
- ab 8. Oktober – Kämpfe zwischen Maas und Mosel
  - ab 8. Oktober – Kämpfe Ailly-Kuhkopf

#### 1915
- bis 10. Dezember – Kämpfe zwischen Maas und Mosel
  - bis 9. April – Kämpfe Ailly-Kuhkopf
- ab 11. Dezember – Stellungskämpfe in den mittleren Vogesen

#### 1916
- bis 26. Februar – Stellungskämpfe in den mittleren Vogesen
- 29. Februar bis 31. Juli – Kämpfe bei Ronvaux-Haudiomont
  - 2. März bis 16. Mai – Schlacht bei Verdun
- 26. August bis 23. Oktober – Stellungskämpfe zwischen Maas und Mosel
- 24. Oktober bis 19. November – Schlacht an der Somme
- ab 20. November – Kämpfe an der Aisne

#### 1917
- bis 14. März – Kämpfe an der Aisne
- 15. März bis 5. April – Stellungskämpfe an der Aisne
- 06. bis 28. April – Doppelschlacht an der Aisne und in der Champagne
- 07. Mai bis 25. August – Stellungskämpfe vor Verdun
- 26. August bis 22. September – Schlacht in Flandern
- 23. September bis 2. Oktober – Reserve der OHL und Transport nach dem Osten
- 04. Oktober bis 7. Dezember – Stellungskämpfe am Sereth
- ab 17. Dezember – Waffenstillstand an der rumänischen Front

#### 1918
- bis 18. Februar – Waffenstillstand an der rumänischen Front
- 18. Februar bis 19. März – Unterstützung der Ukraine
- 10. März bis 4. April – Transport nach dem Westen
- 04. April bis 10. Juli – Stellungskämpfe vor Verdun
- 11. Juli bis 3. August – Stellungskämpfe bei Reims
- 18. bis 25. Juli – Abwehrschlacht zwischen Soissons und Reims
- 26. Juli bis 3. August – Bewegliche Abwehrschlacht zwischen Marne und Vesle
- 01. bis 25. September – Stellungskämpfe in der Champagne
- 26. September bis 6. Oktober – Abwehrschlacht in der Champagne und an der Maas

## Gliederung
Die Division wurde aus den Ersatzverbänden der bayerischen Regimentern (Brigade-Ersatz-Bataillone) gebildet.

### Kriegsgliederung bei Mobilmachung 1914
- 1. gemischte Ersatz-Brigade
  - Brigade-Ersatz-Bataillon 1
  - Brigade-Ersatz-Bataillon 2
  - Brigade-Ersatz-Bataillon 3
  - Brigade-Ersatz-Bataillon 4
  - Kavallerie-Ersatz-Abteilung München/I. Armee-Korps
  - Feldartillerie-Ersatz-Bataillon 1 (zwei Batterien)
  - Feldartillerie-Ersatz-Bataillon 4 (zwei Batterien)
  - 2. Ersatz-Kompanie/1. Pionier-Bataillon
- 5. gemischte Ersatz-Brigade
  - Brigade-Ersatz-Bataillon 5
  - Brigade-Ersatz-Bataillon 6
  - Brigade-Ersatz-Bataillon 7
  - Brigade-Ersatz-Bataillon 8
  - Kavallerie-Ersatz-Abteilung Landau/II. Armee-Korps
  - Feldartillerie-Ersatz-Bataillon 2 (zwei Batterien)
  - Feldartillerie-Ersatz-Bataillon 12 (zwei Batterien)
- 9. gemischte Ersatz-Brigade
  - Brigade-Ersatz-Bataillon 9
  - Brigade-Ersatz-Bataillon 10
  - Brigade-Ersatz-Bataillon 11
  - Brigade-Ersatz-Bataillon 12
  - Kavallerie-Ersatz-Abteilung Nürnberg/III. Armee-Korps
  - Feldartillerie-Ersatz-Bataillon 8 (zwei Batterien)
  - Feldartillerie-Ersatz-Bataillon 10 (zwei Batterien)
  - 1. Ersatz-Kompanie/3. Pionier-Bataillon

### Umgliederung im Krieg
Die 5. gemischte Ersatz-Brigade wurde am 17. August 1914 an die 30. Reserve-Division übergeben. Am 3. Oktober 1914 wurden die beiden verbliebenen Brigaden umstrukturiert und in das Ersatz-Regiment 1 (1. gemischte Ersatz-Brigade) und in das Ersatz-Regiment 3 (9. gemischte Ersatz-Brigade) umgegliedert. Die beiden Regimenter wurde an die „Division von Rekowski“, aus der später die 39. Reserve-Division entstand, abgegeben. Am 22. November 1914 wurde die 59. Ersatz-Infanterie-Brigade (später 59. Landwehr-Infanterie-Brigade) als nicht-bayerischer Truppenteil der Division unterstellt; diese Brigade wurde jedoch 15. Januar 1917 wieder an die neuaufgestellte 199. Infanterie-Division abgegeben. Bei dem Verband verblieb nur die Ende 1914 aufgestellte 3. Reserve-Infanterie-Brigade.

### Kriegsgliederung vom 13. Juli 1918
- 3. Reserve-Infanterie-Brigade
  - Reserve-Infanterie-Regiment 4
  - Reserve-Infanterie-Regiment 15
  - Reserve-Infanterie-Regiment 18
- 1. Eskadron/Reserve-Kavallerie-Regiment 6
- Artillerie-Kommandeur Nr. 19
  - Ersatz-Feldartillerie-Regiment
  - Fußartilleriebataillon 89
- Stab 13. Pionier-Bataillon
  - 4. Landwehr-Pionier-Kompanie
  - 6. Landwehr-Pionier-Kompanie
  - 100. Minenwerfer-Kompanie
- Divisions-Nachrichten-Kommandeur Nr. 551

## Kommandeure
| Dienstgrad             | Name                   | Datum                                 |
| ---------------------- | ---------------------- | ------------------------------------- |
| General der Infanterie | Eugen von Benzino      | 02. August 1914 bis 28. November 1915 |
| Generalleutnant        | Eduard Ritter von Graf | 17. Dezember 1915 bis 3. März 1916    |
| Generalleutnant        | Christoph Kiefhaber    | 17. März 1916 bis 11. April 1917      |
| Generalleutnant        | Hermann von Burkhardt  | 12. April bis 29. September 1917      |
| Generalleutnant        | August von Ipfelkofer  | 30. September bis 8. Oktober 1917     |
| Generalleutnant        | Karl von Schoch        | 09. Oktober 1917 bis 10. Januar 1918  |
| Generalmajor           | Ludwig Hierthes        | 11. Januar bis 6. Oktober 1918        |